# Vanderbylia vicina
Vanderbylia vicina är en svampart som först beskrevs av Lloyd, och fick sitt nu gällande namn av D.A. Reid 1973. Vanderbylia vicina ingår i släktet Vanderbylia och familjen Polyporaceae.   Inga underarter finns listade i Catalogue of Life.